# Guntmadingen
Guntmadingen är en ort i kommunen Beringen i kantonen Schaffhausen i Schweiz. Den ligger cirka 6 kilometer väster om Schaffhausen, vid gränsen till Tyskland. Orten har 258 invånare (2023).
Orten var före den 1 januari 2013 en egen kommun, men inkorporerades då i kommunen Beringen.